# Eurovision Song Contest 1977
Der 22. Eurovision Song Contest fand am 7. Mai 1977 im Londoner Stadtteil Wembley statt. Wie im Vorjahr lagen Frankreich und Großbritannien an der Spitze, allerdings mit vertauschten Plätzen. Diesmal betrug der Abstand 15 Punkte. Ursprünglich sollte der Wettbewerb bereits fünf Wochen zuvor ausgetragen werden, musste aber wegen eines Streiks der Kameramänner der BBC verschoben werden.

## Besonderheiten

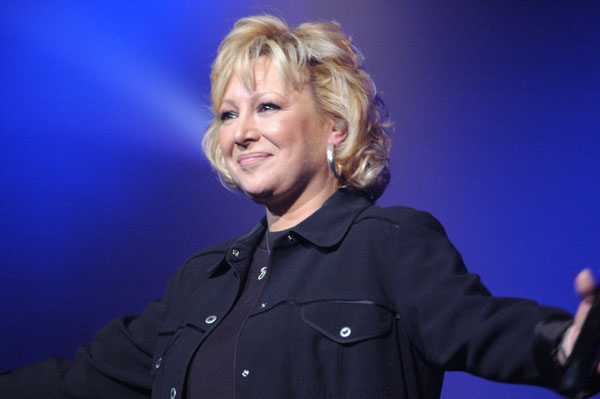
Die Interpretin des Siegertitels Marie Myriam (2007)

Erstmals sollte ein afrikanisches Land, nämlich Tunesien, am Contest teilnehmen; es war bereits an Startposition 4 ausgelost, zog sich aber kurzfristig zurück (weil Israel teilnahm) und unternahm danach keinen Versuch einer Teilnahme mehr.
Eine Regeländerung besagte, dass alle Beiträge wieder in der jeweiligen Landessprache vorgetragen werden müssen. Dies wurde allerdings relativ kurzfristig bekannt gegeben; zu diesem Zeitpunkt waren die Lieder Deutschlands und Belgiens, jeweils auf Englisch, bereits ausgewählt und erhielten daher eine Ausnahmegenehmigung.
Der deutsche Beitrag wurde intern ohne öffentliche Vorentscheidung ausgewählt. Nach dem schlechten Abschneiden in den beiden Vorjahren entschlossen sich die Unterhaltungschefs der ARD-Anstalten bereits 1976, die damals bekannte Pop-Gruppe Silver Convention zum Eurovision Song Contest zu entsenden. Die Sängerinnen Linda Übelherr, Penny McLean und Ramona Wulf bestanden darauf, ihren Titel auf Englisch zu singen, und wurden von den Produzenten Sylvester Levay und Michael Kunze unterstützt. Ende 1976 verließ Linda Übelherr die Gruppe und wurde durch Rhonda Heath ersetzt. Von drei eingereichten Titeln wurde Telegram durch die ARD-Unterhaltungsschefs ausgewählt und der Öffentlichkeit am 9. März 1977 in der Sendung Wie hätten Sie’s denn gern? mit Hans Joachim Kulenkampff vorgestellt. Silver Convention belegte in London mit 55 Punkten den 8. Platz. Telegram war ihre letzte Top-30-Notierung.

## Teilnehmer

Teilnehmende Länder
Länder, die bereits an einem früheren ESC teilgenommen hatten, aber nicht im Jahr 1977

Zwar kehrte Schweden zurück, aber Jugoslawien nahm nicht teil, so dass wieder 18 Länder in diesem Jahr am Start waren. Tunesien hatte bereits zugesagt, zog aber kurzfristig zurück.

### Wiederkehrende Interpreten
| Land       | Interpret                                                            | Vorherige(s) Teilnahmejahr(e)                          |
| ---------- | -------------------------------------------------------------------- | ------------------------------------------------------ |
| Belgien    | Bianca Maessen (als Mitglied von Dream Express)                      | 1970 für Niederlande (als Mitglied von Hearts of Soul) |
| Belgien    | Patricia Maessen (als Mitglied von Dream Express)                    | 1970 für Niederlande (als Mitglied von Hearts of Soul) |
| Belgien    | Stella Maessen (als Mitglied von Dream Express)                      | 1970 für Niederlande (als Mitglied von Hearts of Soul) |
| Irland     | The Swarbriggs (zusammen mit Nicola Kerr und Alma Carroll (als Two)) | 1975                                                   |
| Irland     | Nicola Kerr (zusammen mit The Swarbriggs und Alma Carroll (als Two)) | Begleitung: 1976                                       |
| Israel     | Ilanit                                                               | 1973                                                   |
| Monaco     | Michèle Torr                                                         | 1966 für Luxemburg                                     |
| Österreich | Beatrix Neundlinger (als Mitglied von den Schmetterlingen)           | 1972 (als Mitglied von Milestones)                     |
| Österreich | Günter Grosslercher (als Mitglied von den Schmetterlingen)           | 1972 (als Mitglied von Milestones)                     |
| Portugal   | Paulo de Carvalho (als Mitglied von den Os Amigos)                   | 1974                                                   |
| Portugal   | Fernando Tordo (als Mitglied von den Os Amigos)                      | 1973                                                   |

### Dirigenten
Jedes Lied wurde mit Live-Musik begleitet bzw. kam Live-Musik zum Einsatz – folgende Dirigenten leiteten das Orchester bei dem jeweiligen Land:
- Irland – Noel Kelehan
- Monaco – Yvon Rioland
- Niederlande – Harry van Hoof
- Österreich – Christian Kolonovits
- Norwegen – Carsten Klouman
- BR Deutschland – Ronnie Hazlehurst
- Luxemburg – Johnny Arthey
- Portugal – José Calvário
- Vereinigtes Königreich – Ronnie Hazlehurst
- Griechenland – George Chatzinassios
- Israel – Eldad Shrim
- Schweiz – Peter Jacques
- Schweden – Anders Berglund
- Spanien – Rafael Ibarbia
- Italien – Maurizio Fabrizio
- Finnland – Ossi Runne
- Belgien – Alyn Ainsworth
- Frankreich – Raymond Donnez

Ronnie Hazelhurst, Komponist und Light Entertainment Musical Director bei der BBC, dirigierte sowohl den deutschen als auch den britischen Beitrag. Beim britischen Beitrag trug er eine Melone und verwendete einen Schirm als Taktstock.

## Abstimmungsverfahren
Es galt das Abstimmungsverfahren, das 1975 eingeführt worden war. In jedem Land gab es eine elfköpfige Jury, die zunächst die zehn besten Lieder intern ermittelten. Danach vergaben die einzelnen Juroren 12, 10, 8, 7, 6, 5, 4, 3, 2 und 1 Punkt an diese zehn besten Lieder.

## Platzierungen
| Platz | Startnr. | Land                   | Interpret                                                                  | Lied Musik (M) und Text (T)                                                                                | Sprache        | Übersetzung (Inoffiziell)             | Punkte |
| ----- | -------- | ---------------------- | -------------------------------------------------------------------------- | --- | -------------- | ------------------------------------- | ------ |
| 01.   | 18       | Frankreich             | Marie Myriam                                                               | L’oiseau et l’enfant M: Jean-Paul Cara; T: Joe Gracy                                                       | Französisch    | Der Vogel und das Kind                | 136    |
| 02.   | 09       | Vereinigtes Königreich | Lynsey de Paul and Mike Moran                                              | Rock Bottom M/T: Lynsey de Paul, Mike Moran                                                                | Englisch       | Ganz unten                            | 121    |
| 03.   | 01       | Irland                 | The Swarbriggs Plus Two                                                    | It’s Nice to Be in Love Again M/T: Tommy Swarbrigg, Jimmy Swarbrigg                                        | Englisch       | Es ist schön, wieder verliebt zu sein | 119    |
| 04.   | 02       | Monaco                 | Michèle Torr                                                               | Une petite française M: Paul de Senneville, Olivier Toussaint; T: Jean Albertini                           | Französisch    | Eine kleine Französin                 | 096    |
| 05.   | 10       | Griechenland           | Pascalis, Marianna, Robert and Bessy Πασχάλης, Μαριάννα, Ρόμπερτ και Μπέσυ | Mathema Solfege (Μάθημα σολφέζ) M: Giorgos Hatzinasios; T: Sevy Tilliaku                                   | Griechisch     | Solmisationsunterricht                | 092    |
| 06.   | 12       | Schweiz                | Pepe Lienhard Band                                                         | Swiss Lady M/T: Peter Reber                                                                                | Deutsch b      | Schweizerin                           | 071    |
| 07.   | 17       | Belgien                | Dream Express                                                              | A Million in One, Two, Three M/T: Luc Smets                                                                | Englisch a     | Eine Million im Handumdrehen          | 069    |
| 08.   | 06       | BR Deutschland         | Silver Convention                                                          | Telegram M: Sylvester Levay; T: Michael Kunze                                                              | Englisch a     | Telegramm                             | 055    |
| 09.   | 14       | Spanien                | Micky                                                                      | Enséñame a cantar M/T: Fernando Arbex                                                                      | Spanisch       | Bring mir das Singen bei              | 052    |
| 10.   | 16       | Finnland               | Monica Aspelund                                                            | Lapponia M: Aarno Raninen; T: Monica Aspelund                                                              | Finnisch       | Lappland                              | 050    |
| 11.   | 11       | Israel                 | Ilanit אילנית                                                              | Ahava hi shir lishnayim (אהבה היא שיר לשניים) M: Eldad Shrim; T: Edna Peleg                                | Hebräisch      | Die Liebe ist ein Lied für zwei       | 049    |
| 12.   | 03       | Niederlande            | Heddy Lester                                                               | De mallemolen M: Frank Affolter; T: Wim Hogenkamp                                                          | Niederländisch | Das Karussell                         | 035    |
| 13.   | 15       | Italien                | Mia Martini                                                                | Libera M: Salvatore Fabrizio; T: Luigi Albertelli                                                          | Italienisch    | Frei                                  | 033    |
| 14.   | 08       | Portugal               | Os Amigos                                                                  | Portugal no coração M: Fernando Tordo; T: José Carlos Ary dos Santos                                       | Portugiesisch  | Portugal im Herzen                    | 018    |
| 14.   | 05       | Norwegen               | Anita Skorgan                                                              | Casanova M: Svein Strugstad; T: Dag Nordtømme                                                              | Norwegisch     | –                                     | 018    |
| 16.   | 07       | Luxemburg              | Anne-Marie B.                                                              | Frère Jacques M/T: Pierre Cour, Guy Béart                                                                  | Französisch    | Bruder Jakob                          | 017    |
| 17.   | 04       | Österreich             | Schmetterlinge                                                             | Boom Boom Boomerang M: Schurli Herrnstadt, Herbert Zöchling-Tampier, Willi Resetarits; T: Lukas Resetarits | Deutsch b      | –                                     | 011    |
| 18.   | 13       | Schweden               | Forbes                                                                     | Beatles M: Claes Bure; T: Sven-Olof Bagge                                                                  | Schwedisch     | –                                     | 002    |

## Punktevergabe

Karte der Punktevergabe für den Siegertitel aus Frankreich nach Ländern

| Land | Abstimmungsergebnisse | Abstimmungsergebnisse | Abstimmungsergebnisse | Abstimmungsergebnisse | Abstimmungsergebnisse | Abstimmungsergebnisse | Abstimmungsergebnisse | Abstimmungsergebnisse | Abstimmungsergebnisse | Abstimmungsergebnisse | Abstimmungsergebnisse | Abstimmungsergebnisse | Abstimmungsergebnisse | Abstimmungsergebnisse | Abstimmungsergebnisse | Abstimmungsergebnisse | Abstimmungsergebnisse | Abstimmungsergebnisse | Abstimmungsergebnisse | Abstimmungsergebnisse |
| Land | Punkte                | IE                    | MC                    | NL                    | AT                    | NO                    | DE                    | LU                    | PT                    | UK                    | GR                    | IL                    | CH                    | SE                    | ES                    | IT                    | FI                    | BE                    | FR                    | Votings               |
| --- | --------------------- | --------------------- | --------------------- | --------------------- | --------------------- | --------------------- | --------------------- | --------------------- | --------------------- | --------------------- | --------------------- | --------------------- | --------------------- | --------------------- | --------------------- | --------------------- | --------------------- | --------------------- | --------------------- | --------------------- |
| Irland | 119                   |                       | 8                     | 1                     | 5                     | 12                    | 5                     | 8                     | 1                     | 12                    | 10                    | 12                    | 8                     | 12                    | 4                     | 8                     | –                     | 3                     | 10                    | 16                    |
| Monaco | 096                   | 5                     |                       | –                     | 8                     | 1                     | 6                     | 1                     | 6                     | 7                     | 12                    | 2                     | 6                     | 10                    | 8                     | 12                    | 5                     | 2                     | 5                     | 16                    |
| Niederlande | 035                   | 3                     | 3                     |                       | –                     | –                     | –                     | –                     | –                     | 1                     | 1                     | 1                     | 7                     | –                     | 1                     | –                     | –                     | 10                    | 8                     | 09                    |
| Österreich | 011                   | –                     | 5                     | –                     |                       | 2                     | –                     | –                     | –                     | –                     | 3                     | –                     | –                     | –                     | –                     | –                     | 1                     | –                     | –                     | 04                    |
| Norwegen | 018                   | –                     | –                     | –                     | –                     |                       | –                     | 3                     | 2                     | 2                     | –                     | –                     | –                     | 1                     | –                     | 5                     | –                     | 5                     | –                     | 06                    |
| Deutschland | 055                   | 1                     | 1                     | 3                     | 2                     | –                     |                       | 2                     | 8                     | 8                     | 8                     | 5                     | –                     | 5                     | 5                     | 6                     | –                     | –                     | 1                     | 13                    |
| Luxemburg | 017                   | 2                     | –                     | –                     | –                     | –                     | –                     |                       | –                     | –                     | –                     | –                     | –                     | –                     | 7                     | –                     | 8                     | –                     | –                     | 03                    |
| Portugal | 018                   | –                     | 2                     | 2                     | –                     | –                     | 1                     | –                     |                       | –                     | –                     | –                     | 4                     | –                     | –                     | 3                     | –                     | –                     | 6                     | 06                    |
| Vereinigtes Königreich                                                                                                 | 121                   | –                     | 12                    | 7                     | 12                    | 7                     | 10                    | 12                    | 12                    |                       | –                     | 8                     | –                     | 8                     | 3                     | 2                     | 4                     | 12                    | 12                    | 14                    |
| Griechenland | 092                   | –                     | 10                    | 10                    | 4                     | 4                     | 4                     | 6                     | 10                    | 5                     |                       | 3                     | 1                     | 7                     | 12                    | 1                     | 6                     | 6                     | 3                     | 16                    |
| Israel | 049                   | 7                     | 7                     | 5                     | 3                     | 5                     | –                     | –                     | –                     | –                     | –                     |                       | 10                    | 3                     | 6                     | –                     | –                     | 1                     | 2                     | 10                    |
| Schweiz | 071                   | 6                     | –                     | –                     | 10                    | 10                    | –                     | 5                     | 4                     | 4                     | 6                     | 4                     |                       | –                     | –                     | 4                     | 10                    | 8                     | –                     | 11                    |
| Schweden | 002                   | –                     | –                     | –                     | –                     | –                     | 2                     | –                     | –                     | –                     | –                     | –                     | –                     |                       | –                     | –                     | –                     | –                     | –                     | 01                    |
| Spanien | 052                   | –                     | –                     | 6                     | 1                     | –                     | 7                     | 7                     | –                     | 3                     | 4                     | –                     | 3                     | –                     |                       | 7                     | 7                     | 7                     | –                     | 10                    |
| Italien | 033                   | 8                     | 6                     | –                     | –                     | –                     | 3                     | –                     | 3                     | –                     | –                     | –                     | 2                     | –                     | 2                     |                       | 2                     | –                     | 7                     | 08                    |
| Finnland | 050                   | 12                    | –                     | 4                     | 6                     | 8                     | –                     | –                     | –                     | –                     | 2                     | 7                     | 5                     | 2                     | –                     | –                     |                       | –                     | 4                     | 09                    |
| Belgien | 069                   | 4                     | –                     | 12                    | –                     | 6                     | 8                     | 4                     | 7                     | 10                    | 5                     | 6                     | –                     | 4                     | –                     | –                     | 3                     |                       | –                     | 11                    |
| Frankreich | 136                   | 10                    | 4                     | 8                     | 7                     | 3                     | 12                    | 10                    | 5                     | 6                     | 7                     | 10                    | 12                    | 6                     | 10                    | 10                    | 12                    | 4                     |                       | 17                    |
| Die Tabelle ist senkrecht nach der Auftrittsreihenfolge geordnet, waagerecht nach der chronologischen Punkteverlesung. |                       |                       |                       |                       |                       |                       |                       |                       |                       |                       |                       |                       |                       |                       |                       |                       |                       |                       |                       |                       |

Die Punktetafel hatte während der Live-Show einige Fehler angezeigt. Zwei Fehler blieben bis zum Ende der Show unkorrigiert und wurden erst im Nachhinein berichtigt.
Die griechische Jury vergab zweimal 4 Punkte an Spanien und Österreich (zusätzlich zu drei für Finnland, zwei für die Niederlande und einen für das Vereinigte Königreich). Dies wurde korrigiert zu vier Punkten für Spanien, drei für Österreich, zwei für Finnland, ein für die Niederlande und keine für das Vereinigte Königreich.
Die französische Jury vergab drei Punkte an Griechenland und Israel (zusätzlich zu zwei Punkten für Deutschland), und ein Punkt an Österreich und Belgien. Dies wurde korrigiert zu drei Punkten für Griechenland, zwei für Israel, ein für Deutschland und keine für Österreich und Belgien.

### Statistik der Zwölf-Punkte-Vergabe
| Anzahl | Land                   | erhalten von                                                 |
| ------ | ---------------------- | ------------------------------------------------------------ |
| 6      | Vereinigtes Königreich | Monaco, Österreich, Luxemburg, Portugal, Belgien, Frankreich |
| 4      | Irland                 | Norwegen, Vereinigtes Königreich, Israel, Schweden           |
| 3      | Frankreich             | BR Deutschland, Schweiz, Finnland                            |
| 2      | Monaco                 | Griechenland, Italien                                        |
| 1      | Belgien                | Niederlande                                                  |
| 1      | Finnland               | Irland                                                       |
| 1      | Griechenland           | Spanien                                                      |